# ققنوس ۲۷۷۲
ققنوس ۲۷۷۲ (火の鳥۲۷۷۲ 愛のコスモゾーン Hi no Tori 2772: Ai no Kosumozōn, lit. Firebird 2772: Love's Cosmozone) یک فیلم بلند درام انیمیشن علمی تخیلی ژاپنی محصول ۱۹۸۰ به کارگردانی تاکو سوگیاما و نویسندگی اوسامو تزوکا و سوگیاما است. این فیلم بر اساس مجموعه مانگای تزوکا ققنوس ساخته شده‌است.